# Acherdoa
Acherdoa là một chi bướm đêm thuộc họ Noctuidae.

## Các loài
- Acherdoa ferraria Walker, 1865
- Acherdoa ornata